# Slaven Rimac
Slaven Rimac (Zagabria, 19 dicembre 1974) è un allenatore di pallacanestro ed ex cestista croato, fino al 1991 jugoslavo.

## Biografia
È il figlio di Ružica Meglaj, il nipote di Kornelija Meglaj e il fratello di Davor Rimac.

## Carriera
Il 26 giugno 2023 viene ufficializzato come nuovo capo allenatore del Spalato, ruolo precedentemente ricoperto da Srđan Subotić.

## Palmarès

### Giocatore
- Campionato croato: 9

Cibona Zagabria: 1992, 1992-93, 1993-94, 1994-95, 1995-96, 1996-97, 1997-98, 2003-04
- Campionato turco: 2

Tofaş Bursa: 1998-99, 1999-2000
- Campionato ucraino: 1

Azovmash Mariupol': 2007
- Coppa di Croazia: 2

Cibona Zagabria: 1995, 1996
- Coppa di Turchia: 1

Tofaş: 1999-2000

### Allenatore
- Lega Adriatica: 1

Cibona Zagabria: 2013-14